# Meudon-sur-Seine
Meudon-sur-Seine est un quartier de Meudon, commune des Hauts-de-Seine. Historiquement, ce quartier était appelé Bas-Meudon.

## Transports

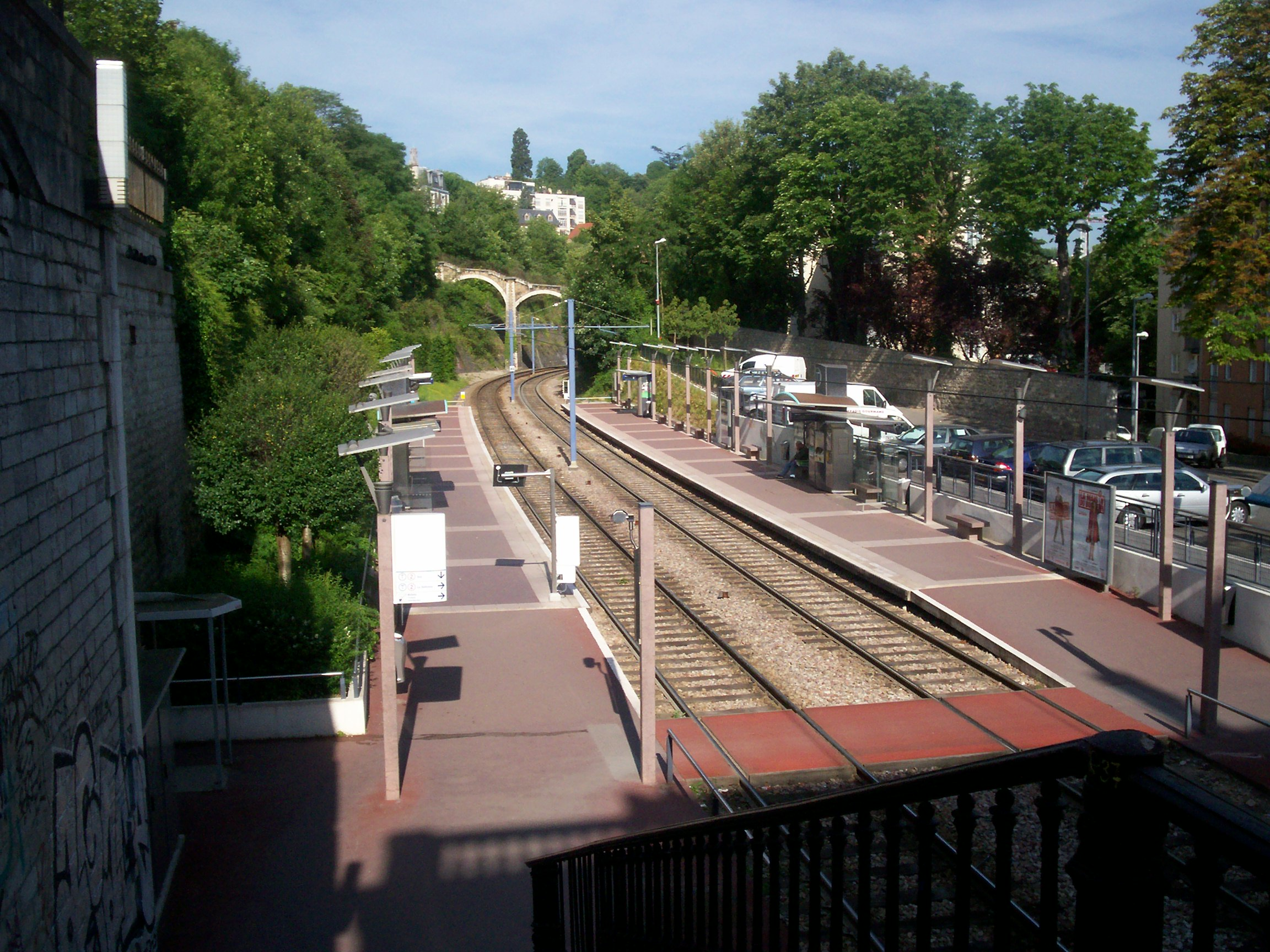
Quais du tram T2 à la station Meudon-sur-Seine.

## Histoire
Dès l'antiquité ce quartier, situé au bord de Seine à la limite d'Issy-les-Moulineaux, accueille des briqueteries et autres tuileries qui bénéficient de la présence d'argile pour la matière première et du fleuve pour la logistique.
Plus tard, ce seront les pêcheurs et les lavandières qui s'installeront au bord de la Seine, avant d'être délogés par une usine de verrerie lors de la révolution industrielle. Cette usine est revendue à Louis Renault qui y installe les usines qui portent son nom.
C'est notamment la construction de cette usine et les emplois que cela annonce qui fera voir le jour aux cités de logements de Meudon-la-Forêt.
Les Forges de Meudon et les établissements Chausson suivront, attirant une population ouvrière aux provenances régionales et nationalités variées.
À cette époque, le quartier était peu fréquentable le soir, au milieu des usines et des cités ouvrières.
Aujourd'hui le quartier est en pleine restructuration, comme en témoigne son nouveau nom Meudon-sur-Seine. Il s'ouvre aux entreprises et aux immeubles de logements aisés. Cette restructuration s'est notamment enclenchée à la suite de la destruction et du réaménagement de l'Île Seguin, à laquelle ce quartier fait face. Route de Vaugirard, un grand projet d'envergure a vu le jour : Meudon Campus . 
Cependant, les bords de la Seine sont toujours délaissés, des immeubles en ruine ou à l'abandon jalonnant toujours la route de Vaugirard. Le quartier et ses HLM (situés à la limite d'Issy-les-Moulineaux et le long de la route de Vaugirard, en face des anciennes usines Renault) a été désenclavé avec l'arrivée du tramway T2 venant d'Issy-les-Moulineaux pour aller jusqu'au quartier d'affaires de La Défense.

## Vie économique
Le siège social de la branche française de Gemalto est situé 6 rue de la Verrerie.

## Bâtiments remarquables
- La Folie Huvé située au 13 route de Vaugirard, construite par l'architecte Jean-Jacques Huvé, classée monument historique depuis 1945[3].

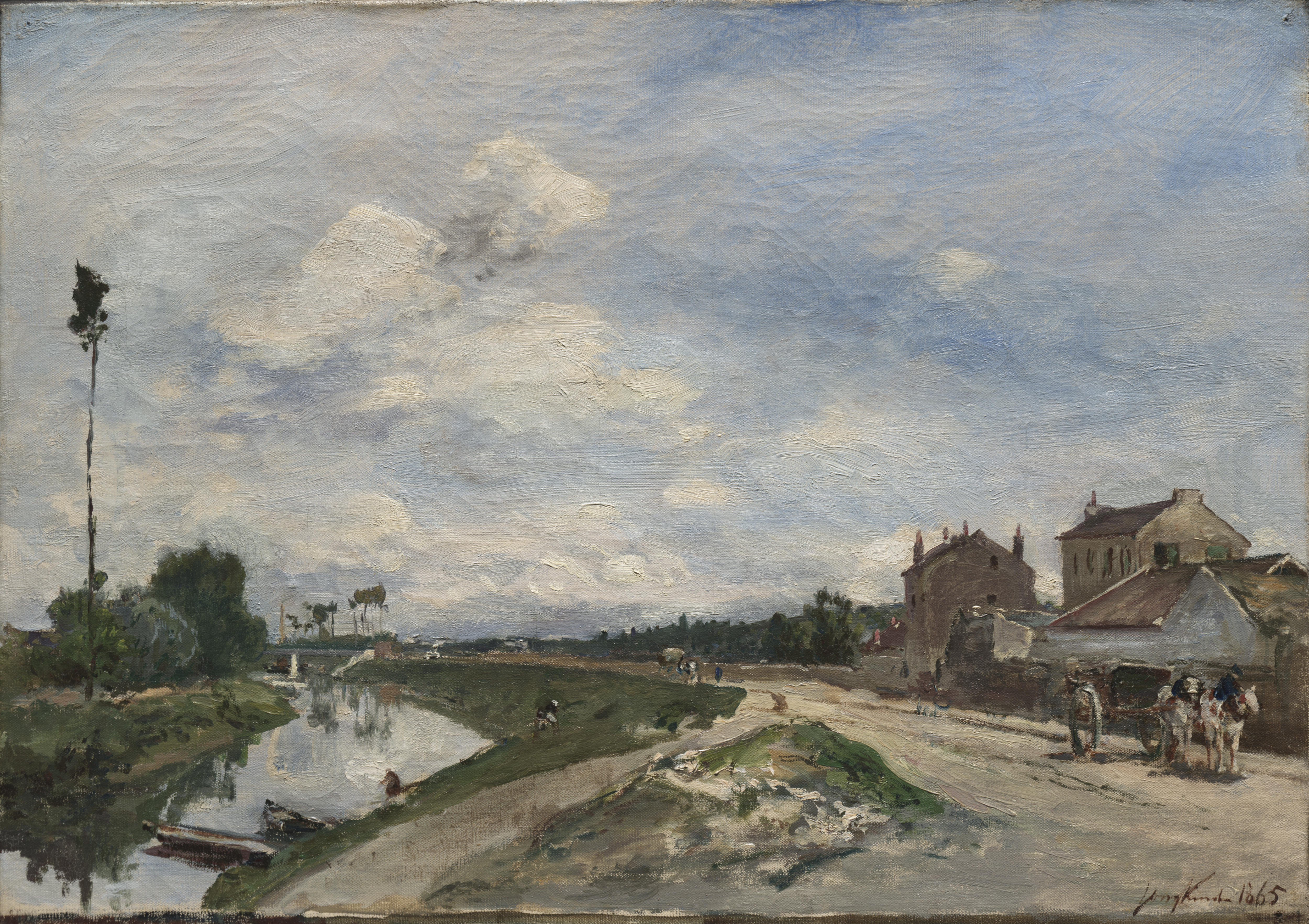
La Seine dans le Bas-Meudon, peinture de Johan Barthold Jongkind, 1865, Cleveland Museum of Art.

## Espaces verts
- Parc des Montalets